# نونثابوري
نونثابوري (بالتايلندية: นนทบุรี) هي المدينة الرئيسية في المنطقة والمحافظة التي تحمل الاسم نفسه في تايلاند. بحلول يناير 2012 كان عدد سكانها 258,550، مما يجعلها البلدية الأكثر اكتظاظا بالسكان في تايلاند (باستثناء بانكوك).

## أعلام
- صموئيل كونينغهام

## وصلات خارجية
- الموقع الرسمي (بالتايلندية)